# Eleccions municipals de 2011 a Solsona
Les eleccions municipals de 2011 es van celebrar a Solsona (Solsonès) el diumenge, 22 de maig de 2011, d'acord amb el Reial Decret de convocatòria d'eleccions locals realitzat el 28 de març de 2011 i publicat al Butlletí Oficial de l'Estat el dia 29 de març. Els comicis, que van comptar amb la participació de 3.923 electors dels 6.273 possibles, van permetre la renovació dels 13 regidors que componen el Ple de l'Ajuntament de Solsona i que havient estat elegits quatre anys abans, el 27 de maig de 2007, en les darreres eleccions municipals.

## Context polític i social previ
Les eleccions es van dur a terme després d'un mandat (2007-2011) amb un consistori municipal integrat per 5 regidors de Convergència i Unió, 4 d'Esquerra Republicana de Catalunya, 2 representants de la formació municipal d'indpendents El Comú i un parell d'edils del Partit dels Socialistes de Catalunya. L'històric resultat de les eleccions de 2007 va portar Xavier Jounou (ERC) a l'alcaldia de Solsona, gràcies al suport dels grups municipals d'Esquerra Republicana, El Comú i els socialistes. Per primera vegada en 28 anys, l'Ajuntament de Solsona no el presidia un alcalde de Convergència i Unió.
El 2010, la sobtada defunció de Xavier Jounou va provocar un relleu a l'alcaldia i David Rodríguez es va situar al capdavant de l'Ajuntament.
El mateix any, Esquerra Republicana va fer públic que comptava amb David Rodríguez per encapçalar la llista per a les eleccions municipals de 2011. A principis de 2011, Convergència i Unió va anunciar que l'empresari Esteve Algué seria el seu cap de llista. La formació d'independents El Comú va apostar per Jordi Fraxanet, regidor durant l'anterior mandat, al capdavant de la candidatura. Ramon Ribalta, pel Partit Popular, també s'estrenava com a cap de llista. L'únic alcaldable que repetia respecte als anteriors comicis era Josep Caelles candidat del Partit dels Socialistes de Catalunya.

## Calendari electoral
- 28 de març de 2011: Convocatòria de les eleccions locals[12]
- 29 de març de 2011: Publicació del Reial Decret de convocatòria de les eleccions al Butlletí Oficial de l'Estat[12]
- 20 d'abril de 2011: Publicació provisional de les candidatures a les eleccions municipals[12]
- 26 d'abril de 2011: Proclamació de les candidatures presentades[12]
- 6 de maig de 2015: Inici de la campanya electoral[12]
- 21 de maig de 2011: Jornada de reflexió[12]
- 22 de maig de 2011: Eleccions municiapls[12]
- 12 de juny de 2011: Constitució del nou Ajuntament[12]

## Candidatures
Les candidatures que es van presentar a les eleccions municipals de 2011 a Solsona van ser les següents, d'acord amb l'ordre de publicació que consta al Butlletí Oficial de la Província de Lleida:
| ERC-AM | PSC-PM | EL COMÚ - ENTESA | PP                       | CiU |
| --- | --- | --- | ------------------------ | --- |
| 1. David Rodríguez i González 2. Lluís Xavier Gonzàlez i Villaró 3. Salvi Nofrarias i Bellvehí 4. Sara Alarcón i Postils 5. Maria Tripiana i Viladrich 6. Judit Cardona i Calvo 7. Maria Isabel Roca i Guitart 8. Joaquim Fernàndez i Solà 9. Raquel Tarrés i Espunyes 10. Josep Torramorell i Subirà 11. Anna Seuba i Rotxés 12. Ventura Codina i Vila 13. Clara Agut i Vilaró SUPLENTS: 1. Lluís Pujol i Serra | 1. Josep Caelles i Subirana 2. Encarnació Tarifa i Fernández 3. Xavier Vantolra i Pelegrina 4. Consol Pérez i Navarro 5. Xavier Vilaseca i Bertran 6. Anna Roure i Besolí 7. Francesc Rodríguez i Castillo 8. Maria Claustre Santaeulària i Montraveta 9. Josep Maria Carreira i Romero 10. Rosa Noemí Veyn i Rodríguez 11. Anselm Santaeulària i Balletbó 12. Carmen Pelegrina i Pelegrina 13. José Agustín Alcázar i Moreno SUPLENTS: 1. Joan Montraveta i Montraveta | 1. Jordi Fraxanet i Nadal 2. Isabel Rodriguez i Castillo 3. Martí Abella i Pere 4. Montserrat Rodriguez i Vila 5. Francesc Riu i Albets 6. David Guixé i Coromines 7. Roser Fons i Solé 8. Eduard Coromines i Gener 9. Judit Rodriguez i Bayo 10. Marcel·lí Corominas i Cots 11. Ester Vilardell i Canal 12. Ana Delgado i Lopez 13. Pau Soldevila i Corominas SUPLENTS: 1. Joan Badia i Terrado \| | 1. Marisa Xandri i Pujol | 1. Esteve Algué i Cardona 2. Francesc Azorín i Montaña 3. Anna Maria Viladrich i Barcons 4. David Manzano i Soler 5. Sílvia Torra i Vila 6. Joan Campus i García 7. Montserrat Albacete i García 8. Josep Caballol i Guilanyà 9. Núria Giné i Esparbé 10. Adrià Navarro i Fernández 11. Maria Claustre Serra i Ribera 12. Maria Teresa Parcerisa i Colilles 13. Jordi Estany i Bringues SUPLENTS: 1. Dolors Pérez i Alcázar |

## Resultats

### Resultats de participació i per candidatura
Els resultats de les eleccions municipals van ser els següents:
| Resultats de les Eleccions Municipals a Solsona (2011) |                                                                   |                                                                   |                                                                   |                                                                   |               |              |            |           |             |
| Cens                                                   | Cens                                                              | Cens                                                              | Cens                                                              | Participació                                                      | Participació  | Participació | Abstenció  | Abstenció | Abstenció   |
| Cens                                                   | Cens                                                              | Cens                                                              | Cens                                                              | Vots                                                              | Vots          | Percentatge  | Abstenció  | Abstenció | Percentatge |
| 6.273                                                  | 6.273                                                             | 6.273                                                             | 6.273                                                             | 3.923                                                             | 3.923         | 62,54%       | 2.350      | 2.350     | 37,46%      |
| Vots totals                                            |                                                                   |                                                                   |                                                                   |                                                                   |               |              |            |           |             |
| Vàlids                                                 | Vàlids                                                            | Vàlids                                                            | Vàlids                                                            | Vàlids                                                            | Vàlids        | Vàlids       | Nuls       | Nuls      | Nuls        |
| 3.923                                                  | 3.923                                                             | 3.923                                                             | 3.923                                                             | 98,88%                                                            | 98,88%        | 98,88%       | Nuls       | Nuls      | Nuls        |
|                                                        | Vots a Candidatures                                               | Vots a Candidatures                                               | Percentatge                                                       | Vots en blanc                                                     | Vots en blanc | Percentatge  | Nuls       | Nuls      | Nuls        |
|                                                        | 3.799                                                             | 3.799                                                             | 95,68%                                                            | 124                                                               | 124           | 3,20%        | 44         | 44        | 1,12%       |
| Candidatures                                           |                                                                   |                                                                   |                                                                   |                                                                   |               |              |            |           |             |
| Candidatura                                            | Candidatura                                                       | Candidatura                                                       | Candidatura                                                       | Candidatura                                                       | Vots          | %            | Diferència | Regidors  | Diferència  |
|                                                        | Esquerra Republicana de Catalunya - Acord Municipal (ERC-AM)      | Esquerra Republicana de Catalunya - Acord Municipal (ERC-AM)      | Esquerra Republicana de Catalunya - Acord Municipal (ERC-AM)      | Esquerra Republicana de Catalunya - Acord Municipal (ERC-AM)      | 1.884         | 48,57%       | +18,66%    | 7         | +3          |
|                                                        | Convergència i Unió (CiU)                                         | Convergència i Unió (CiU)                                         | Convergència i Unió (CiU)                                         | Convergència i Unió (CiU)                                         | 1.205         | 31,06%       | -4,66%     | 5         | -           |
|                                                        | Partit dels Socialistes de Catalunya - Progrés Municipal (PSC-PM) | Partit dels Socialistes de Catalunya - Progrés Municipal (PSC-PM) | Partit dels Socialistes de Catalunya - Progrés Municipal (PSC-PM) | Partit dels Socialistes de Catalunya - Progrés Municipal (PSC-PM) | 302           | 7,79%        | -5,43%     | 1         | -1          |
|                                                        | El Comú de Solsona - Entesa (EL COMÚ-ENTESA)                      | El Comú de Solsona - Entesa (EL COMÚ-ENTESA)                      | El Comú de Solsona - Entesa (EL COMÚ-ENTESA)                      | El Comú de Solsona - Entesa (EL COMÚ-ENTESA)                      | 221           | 5,70%        | -8,69%     | -         | -2          |
|                                                        | Partit Popular de Catalunya (PPC)                                 | Partit Popular de Catalunya (PPC)                                 | Partit Popular de Catalunya (PPC)                                 | Partit Popular de Catalunya (PPC)                                 | 143           | 3,69%        | -0,20%     | -         | -           |

### Composició de l'Ajuntament
La composició del consistori solsoní a partir de les eleccions celebrades el 22 de maig de 2011 va ser la següent:
| ERC-AM | CiU | PSC-CP                           |
| 1. David Rodríguez i González 2. Lluís Xavier González i Villaró 3. Salvi Nofrarias i Bellvehí 4. Sara Alarcón i Postils 5. Maria Tripiana i Viladrich 6. Judit Cardona i Calvo 7. Maria Isabel Roca i Guitart | 1. Esteve Algué i Cardona 2. Francesc Azorín i Montaña 3. Anna Maria Viladrich i Barcons 4. David Manzano i Soler 5. Sílvia Torra i Vila | 1. Encarnació Tarifa i Fernández |